# Eurypon fulvum
Eurypon fulvum är en svampdjursart som beskrevs av Claude Lévi 1969. Eurypon fulvum ingår i släktet Eurypon och familjen Raspailiidae.
Artens utbredningsområde är havet utanför Sydafrika. Inga underarter finns listade i Catalogue of Life.